# Agua maldita
Agua Maldita es el septimo álbum de estudio la banda de rock Molotov, lanzado el 10 de junio de 2014 por Universal Music Group. Es el primer álbum de la banda desde Eternamiente en 2007. Dicho trabajo contiene un sonido mucho más crudo y roquero.

## Antecedentes y promoción
El día de su estreno en disco en los Mixup del Estado de México, se regalaron boletos para un concierto de esta banda con la compra del álbum.
Todas las canciones fueron escritas y compuestas por Molotov, dos de ellas con la colaboración de Darryl McDaniels (exmiembro de Run-D.M.C.). Previo al álbum fue publicado el sencillo «Ánimo Delincuencia», que finalmente no formó parte del mismo.

## Lista de canciones
| N.º   | Título                         | Autor                                           | Duración |  |
| 1.    | «Oleré Y Oleré Y Oleré El UHU» | Micky Huidobro                                  | 2:51     |  |
| 2.    | «La Raza Pura Es La Pura Raza» | Darryl McDaniels, Micky Huidobro, Randy Ebright | 3:11     |  |
| 3.    | «Fuga»                         | Tito Fuentes                                    | 2:23     |  |
| 4.    | «La Necesidad»                 | Randy Ebright                                   | 4:01     |  |
| 5.    | «No Existe»                    | Tito Fuentes                                    | 3:33     |  |
| 6.    | «Llorari»                      | Paco Ayala                                      | 3:32     |  |
| 7.    | «Again N' Again»               | Darryl McDaniels, Randy Ebright                 | 3:51     |  |
| 8.    | «Gonner»                       | Tito Fuentes                                    | 2:52     |  |
| 9.    | «Lagunas Metales»              | Micky Huidobro                                  | 3:53     |  |
| 10.   | «Quién Se Enoja Pierde»        | Randy Ebright                                   | 3:26     |  |
| 33:28 |                                |                                                 |          |  |